# Gom Kora
Gom Kora, también conocido como Gomphu Kora, es un monasterio budista en el distrito de Trashiyangtse, en el este de Bután. Levantado entre arrozales en la carretera hacia Trashiyangtse, se encuentra a 22 km de Trashigang. El lugar consagra a Gurú Rinpoche, que de acuerdo a la tradición local meditó bajo la gran roca del monasterio y sometió a un demonio malvado.

## Historia
El nombre original del monasterio, «Gomphu Kora», significa «circunvalación en la cueva de meditación». Esta etimología deriva de la práctica budista de circunvalar un lugar sagrado (kora) y de la cueva cercana donde meditaron lamas y santos budistas (gomphu). La historia del complejo se remonta a leyendas del siglo VIII, aunque la mayoría de las estructuras que se conservan pertenecen al siglo XVII o posterior.
La historia local relaciona los orígenes del monasterio con Gurú Rinpoche. De acuerdo a la leyenda, el demonio Myongkhapa obstaculizó la construcción del monasterio de Samye en el Tíbet, pero cuando el santo budista lo ahuyentó este huyó hacia el sur. Gurú Rinpoche lo persiguió y se escondió en la roca que alberga el Gom Kora, de forma que consiguió atrapar a la entidad maligna.
El tertön Pema Lingpa visitó el templo en el siglo XV, donde descubrió varias reliquias de Gurú Rinpoche. Un siglo después, Ngagi Wangchuk —fundador del precursor del dzong Lhuntse— reconstruyó y amplió el complejo. En el siglo XVII, el cuarto Druk Desi, Tenzin Rabgye, también encargó una renovación, que probablemente constituye la base del lhakhang que aún se conserva. Desde entonces, la estructura ha pasado por diferentes terremotos que han dañado las paredes y causado grietas, como reportó la administración del dzongkhag de Trashiyangtse en 2023.

## Reliquias y festivales
El templo consagra diferentes objetos que se afirma que pertenecieron a Gurú Rinpoche, como un huevo de garuda (una piedra pesada, con forma perfecta y parecida a un huevo) o una huella del santo. También destaca su thondrol, (una gran imagen religiosa) que está pintado en vez de impreso. Este se muestra en el festival tsechu, que se celebra el día 10 del segundo mes lunar del calendario butanés. Esta festividad se diferencia de otros tsechus porque los fieles circunvalan el monasterio y su roca sagrada durante toda la noche.